# دميتري روغوزين
دميتري أوليغوفيتش روغوزين (بالروسية: Дми́трий Оле́гович Рого́зин) هو سياسي روسي يشغل منصب نائب رئيس الوزراء الروسي. وكان قبل 23 ديسمبر/كانون الأول 2001 مندوبا للرئيس الروسي لدى الناتو على مستوى السفير المفوض وفوق العادة. وكان قبل مارس/آذار عام 2006 رئيسا لحزب «رودينا» (الوطن) ذي الطابع القومي والوطني الذي يحرص على حماية حقوق الروس داخل روسيا وخارجها. كما أنه كان في عامي 2003 – 2004 يتولى منصب نائب رئيس مجلس الدوما.

## حياته
ولد دميتري روغوزين في 21 ديسمبر عام 1963 في موسكو بعائلة عالم عسكري كبير. وكان أبوه اوليغ روغوزين جنرالا في الجيش السوفيتي وبروفيسورا ودكتورا في العلوم التقنية وحائزا على لقب بطل الاتحاد السوفيتي. وكان يتولى قبل الإحالة إلى التقاعد تصميم وتطوير الاسلحة الواعدة في الجيش السوفيتي ويشغل منصب النائب الأول لإدارة التسليح في القوات المسلحة للاتحاد السوفيتي.
تخرج دميتري روغوزين عام 1986 من كلية الصحافة في جامعة موسكو الحكومية حيث دافع عن اطروحة الماجستير، وذلك لأول مرة في تاريخ الكلية. ثم انهى عام 1988 كلية الاقتصاد في جامعة الماركسية اللينينية. وبعد ذلك عمل في لجنة المنظمات الشبابية للاتحاد السوفيتي حيث تولى إدارة شعبة المنظمات الدولية في اتحاد الشبيبة الشيوعية «الكمسمول».

### النشاط السياسي
في عام 1990 بادر روغوزين إلى تأسيس جمعية القادة السياسيين الشباب للاتحاد السوفيتي المعروفة بـ«المنتدى – 90».
وفي عام 1990 ترك العمل في لجنة المنظمات الشبابية للاتحاد السوفيتي. لكنه تخلي في الوقت ذاته عن قبول اقتراح عرضه عليه اندريه كوزيريف وزير الخارجية الروسي آنذاك ليتولى منصب نائبه، وذلك لممارسة كوزيريف سياسية موالية تماما للغرب.
كان روغوزين في أغسطس/آب 1991 (ابان قيام كبار المسؤولين في المخابرات والحزب الشيوعي السوفييتي بمحاولة انقلاب ضد ميخائيل غورباتشوف رئيس الاتحاد السوفيتي انذاك) ضمن المدافعين عن «البيت الأبيض»(مقر يلتسين والحكومة الروسية) إلى جانب الرئيس يلتسين وانصاره الراديكاليين.
وابتداء من عام 1992 كان يعمل على دمج أعضاء حزب الديمقراطيين المسيحيين وحزب الديمقراطيين الدستورييتن والحزب الاشتراكي الديمقراطي باتحاد واحد، وهو اتحاد نهضة روسيا الذي تم استحداثه في يناير/كانون الثاني عام 1992.
في مارس/آذارعام 1993 قام دميتري روغوزين بتأسيس «المنتدى الدولي للجاليات الروسية» الذي انضمت إليه الجاليات الروسية القاطنة في بلدان رابطة الدول المستقلة ودول البلطيق وجمهوريات الحكم الذاتي في روسيا الاتحادية وبعض الدول الأجنبية.
وانتخب روغوزين في مارس/آذارعام 1997 نائبا في مجلس الدوما الروسي (مجلس النواب في البرلمان الروسي) حيث انضم إلى كتلة «الاقاليم الروسية» البرلمانية. وتم تعيينه نائبا لرئيس لجنة شؤون القوميات حيث عمل على حل مشاكل القومية الروسية في شمال القوقاز وغيره من المناطق الروسية.
في عام 1999 انتخب مجددا في مجلس الدوما حيث تم تعيينه رئيسا للجنة الشؤون الدولية. كما أنه ترأس بعثة مجلس الدوما ومجلس الاتحاد(مجلس الشيوخ في البرلمان الروسي) المعتمدة في الجمعية البرلمانية للاتحاد الأوروبي.
وفي الفترة ما بين يوليو/تموز عام 2002 واغسطس/آب عام 2003 تولى منصب المندوب الخاص لرئيس روسيا الاتحادية لشؤون مقاطعة كالينينغراد، وذلك بعد اتخاذ الاتحاد الأوروبي قرارا بتوسيع عضويته على حساب دول البلطيق. واصر روغوزين على منح أهالي كالينينغراد حق الترانزيت دون تأشيرات السفر من روسيا إلى المقاطعة عن طريق لتوانيا.
في فبراير/شباط عام 2003 انتقل روغوزين إلى حزب «روسيا المتحدة» حيث اعتزم رئاسة المجلس العام للحزب، لكن رئيس بلدية موسكو آنذاك يوري لوجكوف منعه من تولي هذا المنصب.
وفي سبتمبر/ايلول عام 2003 بادرالى تأسيس حزب «الوطن» الانتخابي وانتخب أحد الرؤساء لمجلسه الأعلى. وجنى هذا الحزب نسبة 9.1% من اصوات الناخبين في الانتخابات البرلمانية. وانتخب روغوزين رئيسا لحزب «الوطن». ودعا روغوزين أعضاء حزبه إلى تأييد الرئيس بوتين في الانتخابات الرئاسية عام 2004 مما أثار شقاقا في صفوف الحزب. لكن روغوزين تمكن من تجاوز الشقاق والبقاء في رئاسة الحزب.
وشارك حزب ألوطن" في نوفمبر/تشرين الثاني بانتخابات مجلس الدوما لمدينة موسكو، وقام روغوزين ببث شريط الفيديو الانتخابي في قناة التلفزيون التابعة لبلدية موسكو تحت عنوان "لنطهر موسكو من النفايات"(بالروسية: Очистим Москву от мусора)(في إشارة ضمنية إلى المهاجرين الوافدين إلى موسكو) الذي ادانه المراقبون السياسيون لكونه يحمل طابعا قوميا متطرفا. واتخذت سلطات موسكو قرارا بإعلان المقاطعة الدعائية على روغوزين وحزبه الذي تم شطبه من قائمة الأحزاب المسموح لها بالنشاط السياسي. واضطر روغوزين إلى ترك حزب " الوطن" الذي اندمج فيما بعد مع حزب "روسيا العادلة" تحت رئاسة سيرغي ميرونوف(الرئيس السابق لمجلس الاتحاد).

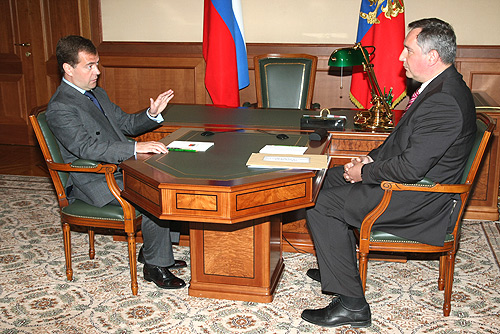
دميتري روغوزين ودميتري ميدفيديف(2008)

واعاد روغوزين في ديسمبر/كانون الأول عام 2006 تأسيس حزب «منتدى الجاليات الروسية» وانتخب رئيسا له. وشارك منذ ذلك الحين في بعض الفعاليات للقوميين الروس بما فيها ما تسمى بـ «المسيرة الروسية».
وفي أبريل/نيسان عام 2007 اعرب روغوزين عن رغبته في تأسيس حزب جديد وهو حزب «روسيا العظمى»، لكنه فشل في تسجيله.
في 9 يناير/كانون الثاني عام 2007 قام الرئيس فلاديمير بوتين بتعيين روغوزين مندوبا دائما لروسيا لدى حلف الناتو في بروكسل ومنحه منزلة السفير المفوض وفوق العادة. كما تم تعيينه في فبراير/شباط عام 2011 مندوبا خاصا للرئيس الروسي في شؤون التعامل مع الناتو في مجال الدرع الصاروخية.
وفي 23 ديسمبر عام 2011 أصدر الرئيس دميتري مدفيديف مرسوما بتعيين روغوزين نائبا لرئيس الحكومة الروسية وتكليفه بالإشراف على سير الامور في مجمع الصناعات الحربية الروسية وتنفيذ الطلبيات الدفاعية.
وفي 18 يناير 2012 أعلن روغوزين تأسيس «الحركة الشعبية لدعم الجيش والاسطول ومجمع الصناعات الحربية»، وذلك على اساس تشكيلات حزب «منتدى الجاليات الروسية». وعقد في 26 فبراير/شباط في موسكو المؤتمر التأسيسي للحركة التي ضمت العاملين في المصانع العسكرية وتجمعات القوزاق والاتحادات العسكرية الوطنية.
وأعيد تعيينه في منصب نائب رئيس الوزراء في حكومة مدفيديف يوم 21 مايو/أيار عام 2012.

## الوصلات الخارجية
دميتري روغوزين في تويتر
الموقع الشخصي